# René Deroudille
René Deroudille (Uzès, 1er septembre 1911 - Francheville, 11 novembre 1992) est un pharmacien et critique d'art français.

## Biographie
René Deroudille a participé au développement de l'activité culturelle, en particulier celle liée aux arts plastiques, à Lyon et dans sa région. À partir de 1946, il partage son temps entre la critique d'art, l'organisation d'expositions et son métier de pharmacien. Il soutient aussi bien des artistes et des galeries que des initiatives locales, jusqu'à la Biennale d'art contemporain de Lyon en 1991.
Une exposition retraçant son parcours et son action en tant que critique d'art a eu lieu au musée des beaux-arts de Lyon en 1997.

## Publications de René Deroudille
- Peintures et dessins de Jean Revol, édité par la Ville de Lyon, 1981.
- Michel Moskovtchenko - Dessins, gravures, coécrit avec Gérard Guillot et Suzanne Michet, Éditions du Musée de l'imprimerie et de la communication graphique, Lyon, 1996.

## Publication sur René Deroudille
Un combat pour l'art moderne. Hommage à René Deroudille catalogue de l'exposition sur René Deroudille au Musée des beaux-arts de Lyon. Édité par l'Association des Amis du Musée des Beaux-Arts avec le concours du Ministère de la Culture, 1997.